# Lilla Skäppträsket
Lilla Skäppträsket är en sjö i Malå kommun i Lappland och ingår i Skellefteälvens huvudavrinningsområde. Sjön har en area på 2,78 kvadratkilometer och ligger 312,9 meter över havet.

## Delavrinningsområde
Lilla Skäppträsket ingår i det delavrinningsområde (723697-163700) som SMHI kallar för Mynnar i Lilla Skäppträsket. Medelhöjden är 336 meter över havet och ytan är 12,8 kvadratkilometer. Det finns inga avrinningsområden uppströms utan avrinningsområdet är högsta punkten. Vattendraget som avvattnar avrinningsområdet har biflödesordning 4, vilket innebär att vattnet flödar genom totalt 4 vattendrag innan det når havet efter 151 kilometer. Avrinningsområdet består mestadels av skog (54 procent). Avrinningsområdet har 2,73 kvadratkilometer vattenytor vilket ger det en sjöprocent på 21,3 procent. Bebyggelsen i området täcker en yta av 0,86 kvadratkilometer eller 7 procent av avrinningsområdet.